# Діана Лі Іносанто
Діана Лі Іносанто (англ. Diana Lee Inosanto, нар. 29 травня 1966) — американська акторка, каскадерка, інструкторка бойових мистецтв, авторка, режисерка й кінопродюсерка.

## Ранні роки
Діана Лі Іносанто народилася в місті Торренс, в Каліфорнії, виросла в місті Карсон. Дочка актора і каскадера Дена Іносанто і хрещениця Брюса Лі.

## Кар'єра

### Інструкторка бойових мистецтв
Діана виросла в оточенні інструкторів бойових мистецтв, які були її родичами, тому з дитинства практикувала багато форм джит Кун-До і філіппінських бойових мистецтв. Цьому її навчали її батько Ден Іносанто, а також її хрещений батько Брюс Лі. Вона з'являлася на обкладинках багатьох журналів, присвячених бойовим мистецтвам, таких як «Чорний пояс», «Бойові мистецтва», «Про карате», «Самооборона», «Про Кунг-Фу».

### Робота в театрі
Іносанто є членкинею Азіатсько-американської театральної трупи у театрі Південної Каліфорнії. У 2008 році вона була також задіяна у роботі над світовою прем'єрою постановки «Будь як вода», поставленою Деном Вонгом.

## Особисте життя
Одружена з інструктором бойових мистецтв, каскадером і учнем Дена Іносанто Роном Балики.

## Фільмографія
| Рік       |   | Українська назва          | Оригінальна назва        | Роль                      |
| --------- | - | ------------------------- | ------------------------ | ------------------------- |
| 1986—1987 | с | Агентство «Місячне сяйво» | Moonlighting             | різні персонажки          |
| 1996      | ф | Не називай мене маленькою | Barb Wire                | працівниця митниці        |
| 1998      | ф | Блейд                     | Blade                    | вампірка в кривавій ванні |
| 1999      | с | Божевільне телебачення    | Mad TV                   | пустотлива повія          |
| 2000      | ф | —                         | Life Streams             | Керол                     |
| 2002      | ф | Машина часу               | The Time Machine         | Елої                      |
| 2003      | с | 10-8: Чергові офіцери     | 10-8: Officers on Duty   | латиноамериканка          |
| 2005      | ф | Профі                     | The Vault                | Грейс                     |
| 2005      | ф | Знаки                     | The Prodigy              | Еш                        |
| 2008      | ф | Шлях меча                 | The Sensei               | Карен О'Ніл               |
| 2012      | с | —                         | God Rewards the Fearless | Даяна                     |
| 2013      | ф | —                         | Someone I Used to Know   | гуру                      |
| 2014      | с | Хоуп: Останній паладин    | Hope: The Last Paladin   | Елізабет Еванс            |
| 2016      | с | Кірбі Бакетс              | Kirby Buckets            | гігієністка               |
| 2016      | ф | Остання поїздка           | The Last Tour            | тітка Лілі                |
| 2020      | с | Мандалорець               | The Mandalorian          | Морган Елсбет             |